# بلفورد (نیوجرسی)
بلفورد (به انگلیسی: Belford) یک منطقهٔ مسکونی در ایالات متحده آمریکا است که در میدلتاون، نیوجرسی واقع شده‌است. بلفورد ۳٫۴۰۱ کیلومتر مربع مساحت و ۱٬۷۶۸ نفر جمعیت دارد و ۳ متر بالاتر از سطح دریا واقع شده‌است.